# Compresor volumétrico tipo Roots

Un compresor volumétrico Roots con rotores de dos lóbulos. La mayoría de los rotores reales de los compresores Roots tienen tres o cuatro lóbulos.
1.- Rotor 1
2.- Cuerpo de la bomba
3.- Rotor 2
a.- Admisión
b.- Compresión
c.- Expulsión forzada
Versión animada

El compresor volumétrico Roots es una bomba de lóbulos de desplazamiento positivo que funciona impulsando un fluido con un par de lóbulos acoplados que se asemejan a un conjunto de engranajes alargados. El líquido queda atrapado en los espacios que rodean los lóbulos y se impulsan desde el lado de admisión hasta el de escape. La aplicación más común del compresor tipo Roots ha sido como dispositivo de alimentación en motores diésel de dos tiempos, como los producidos por Detroit Diesel y Electro-Motive Diesel. Los compresores de tipo Roots también se utilizan para sobrealimentar motores de ciclo Otto, impulsado desde el cigüeñal del motor a través de una correa dentada o en V, una cadena de rodillos o un tren de engranajes. 
El soplador tipo Roots lleva el nombre de los inventores y hermanos estadounidenses Philander y Francis Marion Roots, fundadores de la "Roots Blower Company" de Connersville (Indiana), EE. UU., quienes patentaron el diseño básico en 1860 como bomba de aire para su uso en altos hornos y otras aplicaciones industriales. En 1900, Gottlieb Daimler incluyó un compresor tipo Roots en un diseño de motor patentado, el más antiguo de los varios diseños disponibles actualmente. Se conocen comúnmente como bombas de aire DP (de desplazamiento positivo). En inglés se conocen coloquialmente como "huffers" cuando se usan con los motores de gasolina de los coches personalizados de "hot rod".

## Aplicaciones

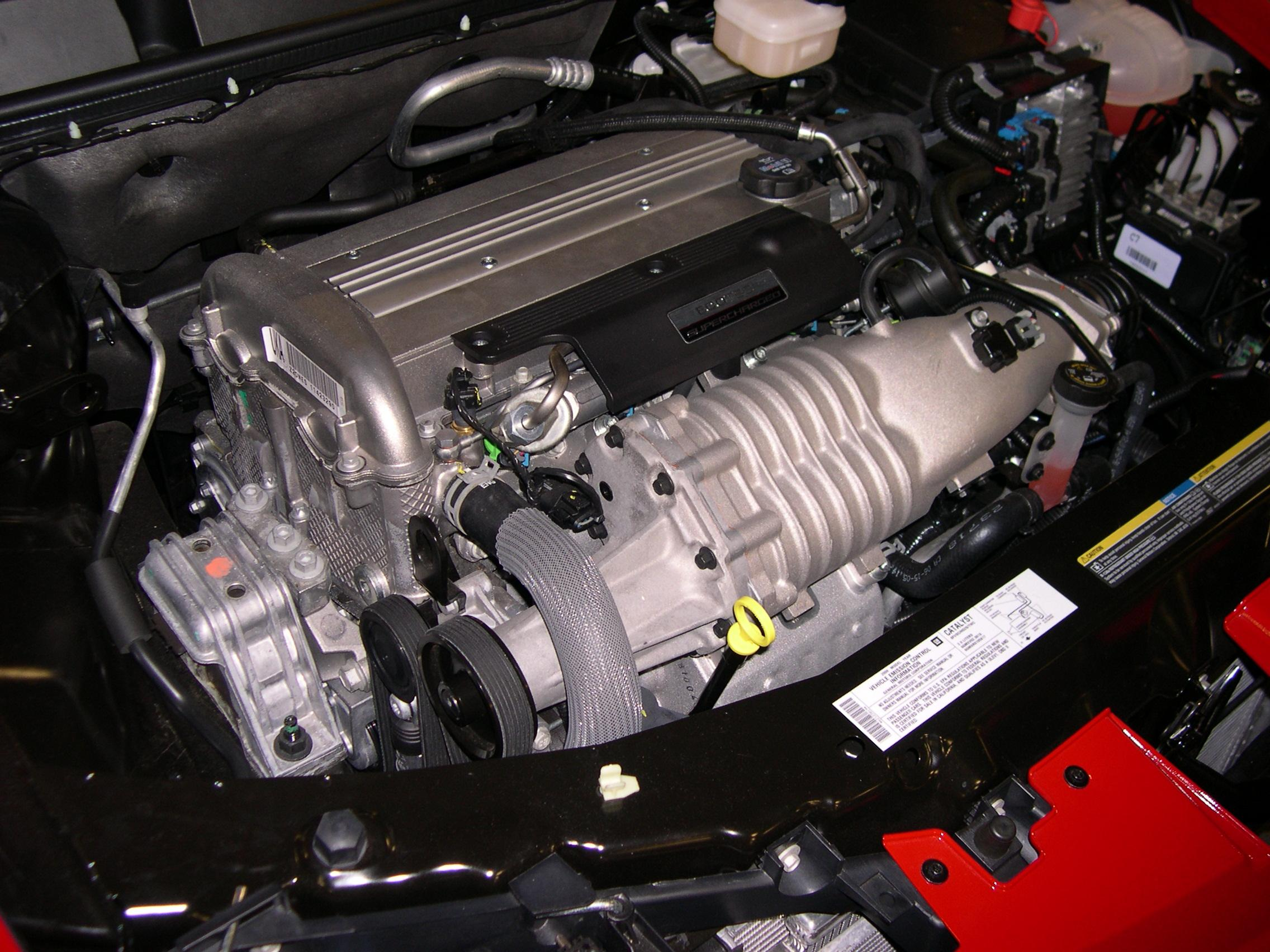
Un sobrealimentador Eaton M62 tipo Roots visible en la parte delantera de este motor Ecotec LSJ en un Saturn Ion Red Line del año 2006

El compresor de tipo Roots es simple y ampliamente utilizado. Puede ser más efectivo que los sobrealimentadores alternativos para desarrollar una presión positiva en el colector de admisión (es decir, por encima de la presión atmosférica) a bajas velocidades del motor, por lo que es una opción popular para aplicaciones de automóviles de turismo. El par máximo se puede lograr a aproximadamente 2000 rpm. La mayoría de los sobrealimentadores de tipo Roots modernos incorporan rotores de tres o cuatro lóbulos; lo que permite que tengan una ligera holgura a lo largo de los ejes del rotor, lo que reduce el pulso en la entrada y la salida (esto no es práctico con dos lóbulos, ya que incluso un ligero desplazamiento podría abrir una vía de fuga. 
El calor acumulado es una consideración importante en la operación de un compresor en un motor de combustión interna. De los tres tipos básicos de sobrealimentadores, el diseño de Roots históricamente poseía la peor eficiencia térmica, especialmente para altas relaciones de compresión. De acuerdo con la ley de los gases ideales, una operación de compresión elevará la temperatura del gas de salida comprimido. Además, el funcionamiento del compresor en sí requiere un aporte de energía, que se convierte en calor y puede transferirse al gas a través de la carcasa del compresor, calentándolo más. Si bien los intercambiadores de calor son más conocidos por su uso en los turbocompresores, los sobrealimentadores también pueden beneficiarse de su uso. La combustión interna se basa en un ciclo termodinámico, y una temperatura más baja de la carga de admisión da como resultado una mayor expansión termodinámica y viceversa. Una carga de admisión muy caliente provoca la detonación en un motor de gasolina y puede fundir los pistones en un motor diésel, mientras que una etapa de enfriamiento agrega complejidad, pero puede mejorar la potencia de salida al aumentar la cantidad de carga de entrada, exactamente como si el motor fuera de mayor capacidad. Un refrigerador intermedio reduce la eficiencia termodinámica al perder el calor (potencia) introducido por la compresión, pero aumenta la potencia disponible debido al aumento de la masa de trabajo para cada ciclo. Por encima de unas 5 libras por pulgada cuadrada (0,4 bar) la mejora de enfriamiento intermedio puede volverse muy notable. Con un sobrealimentador tipo Roots, un método empleado con éxito es la adición de un intercambiador de calor delgado colocado entre el ventilador y el motor. El agua circula a través de él hacia una segunda unidad colocada cerca de la parte delantera del vehículo, donde un ventilador y la corriente de aire ambiental pueden disipar el calor acumulado. 
El diseño de Roots se usaba comúnmente en motores diésel de dos tiempos (popularizados por las divisiones Detroit Diesel [camiones y autobuses] y Electro-Motive [ferrocarriles] de General Motors), que requieren alguna forma de alimentación forzada, ya que estos motores no disponen de una carrera de admisión separada. El motor diésel de dos tiempos del Grupo Rootes, usado en los vehículos Commer y Karrier, tenía un compresor del tipo Roots (las dos compañías, la americana Roots y la británica Rootes no están relacionadas entre sí). 
Los sobrealimentadores utilizados en los motores de competición, funny cars y otros dragsters, así como en los hot rod, son en realidad derivados de los compresores de la División de Autocares de General Motors para sus motores diésel industriales, que fueron adaptados para su uso automotriz en las carreras de aceleración. El nombre del modelo de estas unidades define su tamaño: los compresores 4–71 y 6–71 que se usaron comúnmente fueron diseñados para los motores diésel de la serie 71. Los dragster de las competiciones actuales usan variantes del compresor GMC procedentes del mercado de accesorios similares en diseño a la serie 71, pero con el rotor y la longitud de la caja aumentados para una mayor capacidad; Los "hot rod" también usan reproducciones del modelo 6-71. 
Los compresores Roots se usan habitualmente en aplicaciones donde se debe mover un gran volumen de aire con diferencias de presión relativamente pequeñas. Esto incluye aplicaciones de bajo vacío, con la bomba Roots actuando sola o en combinación con otras bombas como parte de un sistema de alto vacío. Una aplicación industrial muy común es en los sistemas de transporte neumático, donde el compresor entrega un alto volumen de aire para el movimiento de sólidos a granel a través de tuberías. 
Algunas sirenas de defensa civil utilizaron compresores Roots para bombear aire al rotor. Los más conocidos son las de la serie Federal Signal Thunderbolt y la ACA (ahora American Signal Corporation) Hurricane. Estas sirenas se conocen como "sirenas sobrealimentadas". 
También se usan en modo pasivo (dejando que los rotores giren impulsados por un flujo pasante) para medir el caudal de gases o líquidos, por ejemplo, en medidores de gas. 

## Consideraciones técnicas

Construcción de un rotor cicloidal de dos lóbulos. La curva roja es un epicicloide y la curva azul es un hipocicloide. Los círculos generadores más pequeños (rojo y azul) tienen un cuarto del diámetro del círculo generador más grande (negro). El perfil del rotor es la línea gruesa.

Un compresor Roots de tres lóbulos.

La forma más simple de un compresor Roots tiene rotores cicloidales, construidos con secciones tangenciales alternas de curvas hipocicloidales y epicicloidales. Para un rotor de dos lóbulos, los círculos generadores más pequeños son un cuarto del diámetro del más grande. Pueden tener perfiles más complejos para una mayor eficiencia. Los lóbulos de un rotor no impulsarán el otro rotor en todas las posiciones, de modo que es necesario añadir un par de engranajes convencionales para mantener perfectamente alineados los dos lóbulos en fase. 
Debido a que las bombas de lóbulos rotativos necesitan mantener un espacio libre entre los lóbulos, un compresor Roots de una sola etapa puede bombear gas a través de un diferencial de presión limitado. Si la bomba se usa más allá de sus especificaciones, la compresión del gas genera suficiente calor como para que los lóbulos se expandan hasta el punto de atascarse, dañando la bomba. 
Las bombas Roots son capaces de impulsar grandes volúmenes pero, como solo logran una compresión moderada, no es raro verlas en múltiples etapas, frecuentemente con intercambiadores de calor intermedios para enfriar el gas. Al no necesitarse aceite en las superficies de bombeo, esto permite que las bombas puedan trabajar en entornos donde el control de la contaminación es importante. La alta tasa de bombeo permite que una bomba Roots sirva de aislamiento efectivo entre las bombas engrasadas, como las bombas de compresión rotativas, y una cámara de vacío. 
Una variante utiliza rotores en forma de garra para una mayor compresión. 
El compresor de tipo Roots puede alcanzar una eficiencia de aproximadamente el 70% mientras logra una relación de compresión máxima de dos. Se pueden lograr relaciones de compresión más altas pero con una eficiencia decreciente. Debido a que un compresor de tipo Roots bombea aire en pulsos discretos (a diferencia de un compresor de tornillo), el ruido de pulsación y la turbulencia pueden transmitirse al flujo de salida. Si no se maneja adecuadamente (a través de la geometría de la tubería de salida) o se tiene en cuenta (mediante el refuerzo estructural de los componentes aguas abajo), las pulsaciones resultantes pueden causar cavitación del fluido y/o daños a los componentes situados por delante del compresor. 

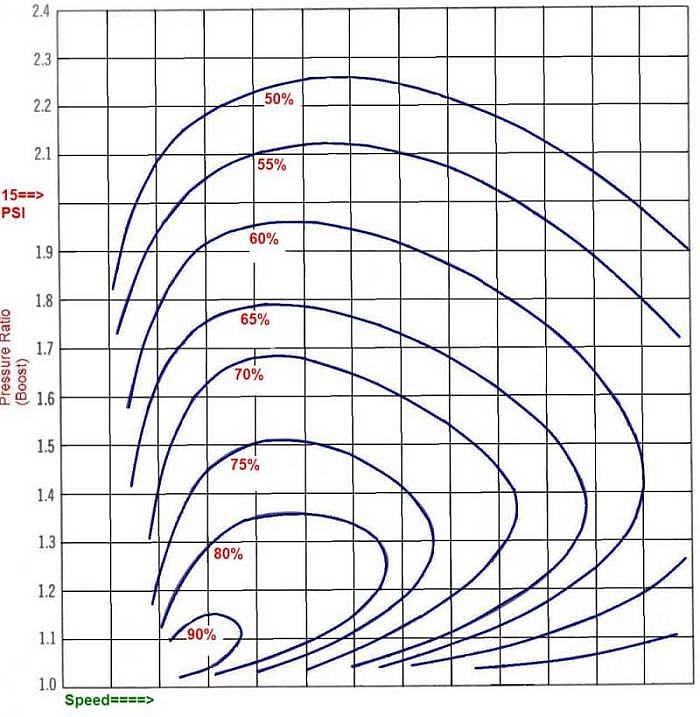
Mapa de eficiencia del sobrealimentador Roots. El gráfico de la eficiencia general del compresor muestra cómo su eficiencia varía con la velocidad y el caudal

## Gráfico de eficiencia
Cualquier compresor Roots funcionando en determinadas condiciones tiene asociado un punto en el gráfico. Este punto se moverá hacia arriba con el aumento del impulso y se moverá hacia la derecha al aumentar la velocidad del compresor. Se puede ver que, a velocidad moderada y bajo impulso, la eficiencia puede ser superior al 90%. Esta es el área en la que originalmente se pretendía operar los sopladores Roots, y se comportan muy eficazmente en estas condiciones. 
El régimen de funcionamiento depende de la relación de compresión, que es la relación entre la presión de aire absoluta antes de entrar y la presión de aire absoluta después salir. Si no hay aumento, la relación de compresión será de 1.0 (es decir, 1:1), ya que la presión de salida es igual a la presión de entrada. El aumento de 15 psi está marcado como referencia (ligeramente por encima de una relación de compresión de 2.0 en comparación con la presión atmosférica). A las 15 libras por pulgada cuadrada (1,1 bar), los compresores Roots oscilan entre el 50% y el 58% de rendimiento. Reemplazar un compresor más pequeño por uno más grande mueve el punto hacia la izquierda. En la mayoría de los casos, como muestra el gráfico, esto moverá el punto a áreas de mayor eficiencia a la izquierda, ya que el compresor más pequeño probablemente haya estado funcionando a velocidades elevadas (a la derecha del gráfico). Por lo general, usar un compresor más grande y hacerlo funcionar más lento para lograr el mismo impulso aumentará la eficiencia del compresor. 
La eficiencia volumétrica de un compresor tipo Roots es muy buena, por lo general, se mantiene por encima del 90% en todas las velocidades, excepto las más bajas. Debido a esto, un compresor que funciona con una baja eficiencia energética, todavía entregará mecánicamente el volumen de aire deseado al motor, pero ese aire estará más caliente. En aplicaciones de carreras de aceleración donde se inyectan grandes volúmenes de combustible con ese aire caliente, la vaporización del combustible absorbe el calor. Esto funciona como una especie de sistema de posenfriador líquido y contribuye en gran medida a corregir la ineficiencia del diseño de los compresores Roots para esta aplicación. 

## Ventajas comparativas
Los compresores de lóbulos rotativos, comúnmente llamados "boosters" (reforzadores) en aplicaciones de alto vacío, no se usan como una bomba independiente. En aplicaciones de alto vacío, su velocidad de bombeo se puede utilizar para reducir la presión final y aumentar la velocidad de bombeo. 

## Términos relacionados
El término compresor se usa comúnmente para definir un dispositivo colocado en motores con una necesidad funcional de flujo de aire adicional utilizando un enlace mecánico directo como fuente de energía. El término compresor se usa para describir diferentes tipos de sobrealimentadores. Un sobrealimentador de tipo tornillo, un sobrealimentador de tipo Roots y un sobrealimentador centrífugo son todos los tipos de compresores. Por el contrario, un turbocompresor, que utiliza la presión de los gases de escape para hacer girar su turbina (y no un enlace mecánico directo), generalmente no se considera un "compresor", sino simplemente un "turbo". 